# Emma Bedzsanján
Emma Bedzsanján (örményül: Էմմա Բեջանյան) (Jereván, 1984. április 12. –) művésznevén Emmy örmény énekesnő.
Emmy egy olyan családban nőtt fel, ahol mindig is kulcsszerepet játszott a zene. Már nagyon fiatalon reflektorfénybe került, így Örményország tekintett idolként a konzervatóriumot is végzett énekesnőre. Az egész világot bejárta – 10 évesen az Asup Dalversenyen ő lett a legjobb énekes "Funny Rain" (Muris Eső) című dalával, de komoly elismerésekkel tért haza ciprusi, orosz, szíriai, német, ukrán, lett, észt, grúz és cseh fesztiválokról is. Ő az Emmy-B Produkciós Központ anyja, amely az örmény tehetségek felfedezővállalata. Eddig három szólólemez, 20 zenei videó, több mint 60 sláger, és számos népszerű TV show fémjelzi az énekesnő nevét.
Részt vett a 2010-es örmény eurovíziós nemzeti döntőn, ahol a második helyet szerezte meg a Hey (Let Me Hear You Say) című számával, amit a híres örmény rapperrel, Mihrannal adott elő. A nemzeti döntőt végül Eva Rivas nyerte meg, aki a hetedik helyen végzett a dalfesztivál döntőjében az Apricot Stone című dalával.
2010. december 11-én bejelentette az ARMTV, hogy Bedzsanján fogja képviselni Örményországot a 2011-es Eurovíziós Dalfesztiválon Düsseldorfban.2011. március 5-én rendezett nemzeti döntőt a közszolgálati televízió, ahol Emmy négy dalt adott elő. A közönség és a szakmai zsűri egyaránt a Boom Boom című dalt választotta, így ezt adhatta elő a nemzetközi verseny első elődöntőjében, fellépési sorrendben negyedikként. A szavazatok ismertetését követően derült ki, hogy nem sikerült elegendő pontot szereznie a továbbjutáshoz, így ő lett az első örmény versenyző, aki kiesett a verseny elődöntőjében.

## Fordítás
- Ez a szócikk részben vagy egészben  az   Emma Bejanyan című angol Wikipédia-szócikk fordításán alapul.  Az eredeti cikk szerkesztőit annak laptörténete sorolja fel. Ez a jelzés csupán a megfogalmazás eredetét és a szerzői jogokat jelzi, nem szolgál a cikkben szereplő információk forrásmegjelöléseként.